# Bruunilla natalensis
Bruunilla natalensis är en ringmaskart som beskrevs av Hartman 1971. Bruunilla natalensis ingår i släktet Bruunilla och familjen Polynoidae. Inga underarter finns listade i Catalogue of Life.